# 南部体育场

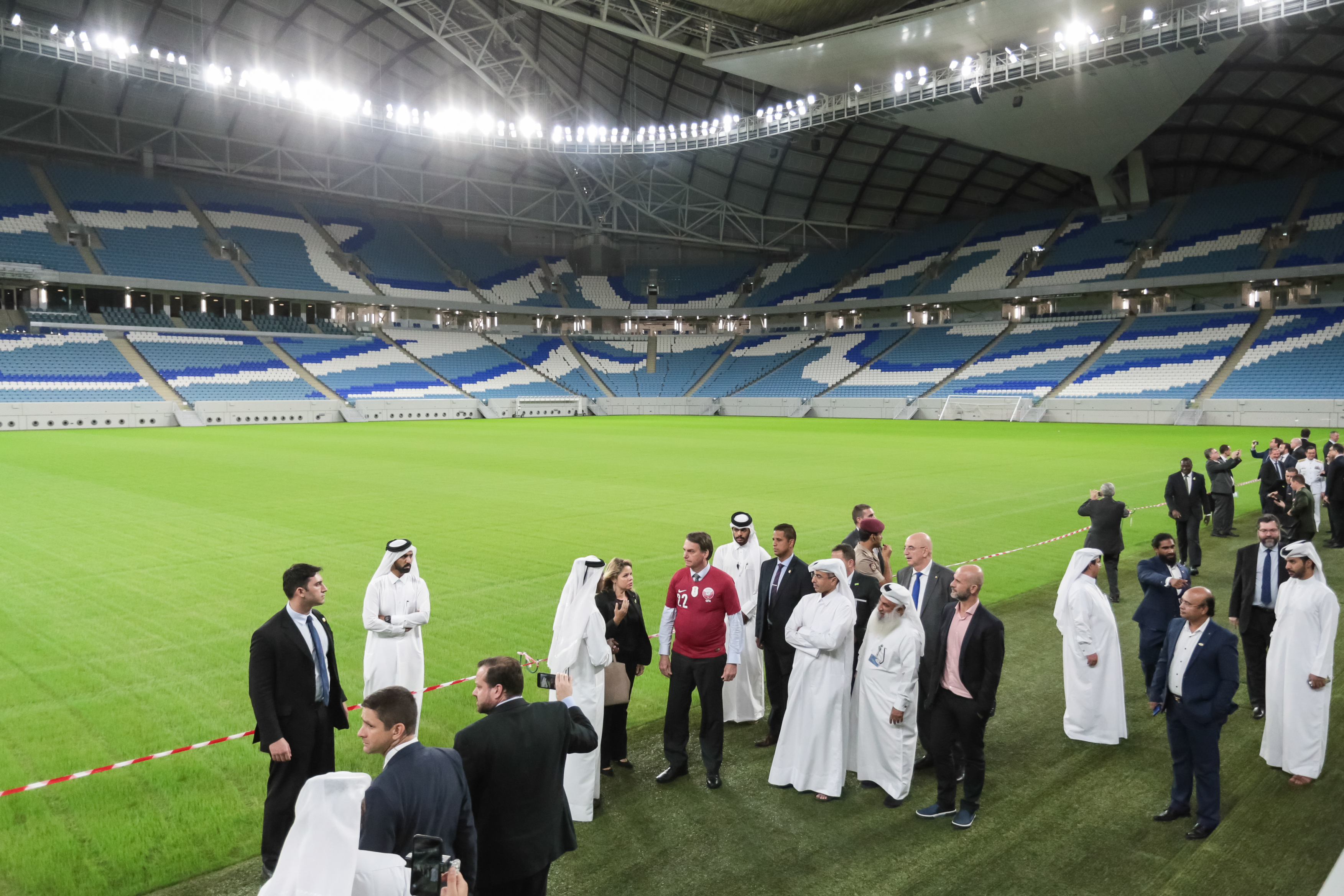
南部体育场内景，拍摄于巴西总统雅伊爾·博索納羅访问期间

南部体育场，音译贾努布体育场，原名沃克拉体育场或瓦克拉体育场，是一座位于卡塔尔沃克拉的体育场，是2022年國際足協世界盃的赛场之一。体育场在2014年破土动工，2019年5月16日正式开放。

## 历史
沃克拉体育场是卡塔尔申办2022年世界杯计划中的12个球场之一。2013年11月，由薩哈·哈帝构思的沃克拉体育场设计方案亮相。2014年，体育场的建设工程正式启动。2015年2月，工人们开始建造体育场的地基。2016年10月，体育场开始浇筑支柱。2017年9月至10月，两个重量各为900吨的顶棚支架完成了安装。2018年5月，体育场安装了顶棚。2019年3月，工人们花了9小时15分钟为体育场铺设了草皮。整个工程耗资21亿卡塔尔里亚尔。
2019年5月16日，南部体育场正式揭幕。当晚，体育场举办了2019年卡塔爾酋長盃的决赛。卡塔尔埃米尔塔米姆·本·哈邁德·阿勒薩尼亲临现场。大约四万名观众到场观看了比赛。赛前，体育场举办了文艺表演，表演以海洋为主题，以此向沃克拉的历史致敬。比赛最终结果为艾杜哈尼體育會4比1击败萨德体育俱乐部，第三次夺得卡塔爾酋長盃。此前，另一座世界杯球场哈利法国际体育场已在2017年5月完成翻新工作。南部体育场成为了2022年世界杯第二座投入使用的球场，也是2022年世界杯首座完工的新球场。
按照计划，2022年世界杯之后，南部体育场将成为艾華卡拉體育會的主场。届时，体育场的座席数会削减到2万个，上层看台的座位将被拆除并捐献给卡塔尔国外的足球发展项目。

## 建筑
南部体育场的设计师是薩哈·哈帝。体育场采用未来主义风格，造型构思源自阿拉伯帆船，呼应沃克拉的海洋产业传统。体育场的顶棚可以伸缩。制冷设备可将观众席的温度降至18摄氏度、场地内的温度降至20摄氏度。体育场的看台为模块式，世界杯期间有两层看台，共容纳4万名观众；世界杯后上层看台将被拆除用于慈善捐赠。
南部体育场的设计图公开之后，有媒体和民众评论称体育场造型酷似女阴。薩哈·哈帝接受采访时回应称，这是毫无意义的荒谬之言。她还说，如果这是男性设计师的作品，外界不会做如此下流的对比。